# お願い!委員長!!
『お願い!委員長!!』（おねがい!いいんちょう!!）は、2006年7月21日にオーサリングヘヴンから発売されたアダルトゲームである。2008年1月18日にはぶる〜べり〜そふとからDVDPG版も発売された。システムは行動選択型のアドベンチャー形式で、シーンの合間にアイキャッチが入る。

## ストーリー
綱吉・スティーブンソンは飛び級で名門大学を卒業した天才少年。綱吉は祖父の教えに従い、日本で教師として赴任することになったが、年上ばかりの生徒たちを相手に授業をうまく進められず、落ち込んでしまう。そんなときに相談に乗ってくれたのが、委員長として皆に頼りにされている大畑千種とその友人の樺山はるこ、関根佳苗だった。はるこは「男として自信をつけるべき」との名目で、綱吉にさまざまな提案をしてくる。

## 登場人物
綱吉・スティーブンソン
主人公。イギリス人の父と日本人の母の間に生まれたハーフの少年。数学教師で通称“ツナ先生”。飛び級で大学を卒業した天才だが、精神的にはまだまだ子供で、おとなしくて流されやすい。
大畑千種
クラス委員長と学園の自治会長を務める少女。｢委員長｣として生徒、教師問わず頼りにされている。困っている人を放っておけない性格とショタ好きが相まって、綱吉を何かと手助けすることになる。メガネっ子。
樺山はるこ
千種の友人。物事を深く考えず、面白いことに目ざとい問題児だが、小柄で童顔ながら巨乳であり、男子生徒に絶大な人気を誇る。
関根佳苗
千種の友人。学園の理事長の娘で、常に落ち着いた柔らかい物腰のお嬢様。美人で成績も優秀だが胸がないのが悩みの種。
正津川史子
千種の母で学園の保健医。正津川は旧姓。色っぽい先生として人気があり、本人もそれを利用して男子生徒に手を出している。